# MHV (együttes)
Az MHV egy magyar rock együttes volt. Teljes neve: Menyhárt-Homonyik-Vikidál.

## Tagjai
- Homonyik Sándor – ének
- Menyhárt János – gitár
- Vikidál Gyula – ének

## Dalok
- MHV

Bölcsőtől a sírig 1995
Aki él, most mind az újra vár
Szegény Magyarország
Forog a kerék
Hol van a boldogság?
Üzenet a távolból
Csak az első jut tovább
Feldúlt égen a szivárvány
Messze visz a zene
Fogd a kezem
Ki érted gyújt majd gyertyát
Bölcsőtől a sírig 

In the USA 1991
Welcome to the U.S.A.     4:24
Elvis él!     3:38
Gyémántlány     4:03
Black Man Boogie     3:26
Gazdátlan gitár     5:22
Édenkert / Promise Land     4:48
Túl sok a fény     3:58
Mért sírsz? / Why are You Crying?     5:02
Keresel egy lányt     4:04
Szívemben őrizlek     4:14
Ébresztő 1989 LP / 1992 CD'
A1     Szeretet és gyűlölet
A2     Ébredj
A3     Nyissatok ajtót
A4     Alvilág
A5     Egyedül
B1     Álmodj, királylány
B2     Nem tudok várni
B3     Otthon várnak rád
B4     Rock and Roll City
B5     Föld és ég gyermekei